# Abu Abd Allah Muhammad ibn Ahmad ibn Hischam
Abu Abd Allah Muhammad ibn Ahmad ibn Hischam, arabisch أبو عبد الله محمد بن أحمد بن هشام, DMG Abū ʿAbd Allāh Muḥammad b. Aḥmad b. Hišām, war von 1231 bis 1234 almohadischer Qādī auf Menorca, der jedoch relativ unabhängig über die Insel regierte.

## Leben
Im Jahr 1231 unterzeichnete Abu Abd Allah Muhammad den Vertrag von Capdepera, in dem Manūrqa (Menorca) die Oberherrschaft Jakob I. anerkannte. Auf Kosten hoher Tributzahlungen erreichte er aber dennoch innenpolitisch eine weitgehende Handlungsfreiheit, so dass Manūrqa unter seiner Herrschaft faktisch ein so gut wie von Mallorca unabhängiger islamischer Staat war.
Abu Abd Allah Muhammad wurde im Jahr 1234 durch den Muschrif Abu Uthman Said ibn Hakam al-Quraschi abgesetzt, welcher in einem Staatsstreich die Macht ergriffen hatte und sich dann zum Raʾīs von Menorca erklärte.
| Vorgänger | Amt                        | Nachfolger                            |
| --------- | -------------------------- | ------------------------------------- |
| —         | Qādī von Menorca 1231–1234 | Abu Uthman Said ibn Hakam al-Quraschi |

| Personendaten    | Personendaten                                |
| ---------------- | -------------------------------------------- |
| NAME             | Abu Abd Allah Muhammad ibn Ahmad ibn Hischam |
| KURZBESCHREIBUNG | Qādī von Menorca                             |
| GEBURTSDATUM     | 12. Jahrhundert oder 13. Jahrhundert         |
| STERBEDATUM      | 13. Jahrhundert                              |